# Frenuloplastia de prepucio del pene
Una frenuloplastia de prepucio del pene (también conocido como una liberación de frenillo) es un frenuloplastia del frenillo del pene.
Un frenillo anormalmente corto o sensible del pene puede hacer que algunos tipos de actividades sexuales sean incómodas o incluso dolorosas. Esto puede ser una complicación de la circuncisión o un evento de origen natural. Cuando se trata de un evento que ocurre de forma natural, un frenillo corto puede restringir la retracción normal del prepucio durante la erección (una condición conocida como frenillo corto). El objetivo del tratamiento es para permitir la retracción normal del prepucio. La circuncisión puede aliviar esta condición, pero no está indicado únicamente para el tratamiento de frenillo corto. Sin embargo, la circuncisión también puede conducir a un frenillo a ser más sensible que normal.
El procedimiento generalmente implica la eliminación del frenillo o la creación de una incisión en el frenillo, que luego se estira para alargarlo y se sutura cerrada. La incisión puede ser en forma de Z, Y o en forma de un solo corte horizontal. Una vez curado, el procedimiento alarga el frenillo, lo que permite la función normal. En circunstancias normales, la incisión se cura completamente en unas cuatro semanas, después de lo cual la actividad sexual se puede retomar. Otros métodos de tratamiento incluyen puntos horizontales en el frenillo que en el transcurso de una semana corta a través de la piel apretada, alargándolo. Esto es generalmente más doloroso que el procedimiento estándar, pero se cura más rápido.
Otra razón para el tratamiento es corregir una complicación poco frecuente de un frenillo corto que se presenta como cicatrices en el frenillo, estas cicatrices causan dolor y hacen que el sexo normal sea muy difícil y son causadas por el roce del frenillo en la actividad sexual. Estas cicatrices afectan solamente a aquellos con frenillo corto. La Frenuloplastia puede llevarse a cabo tanto bajo anestesia general o local.

## Galería

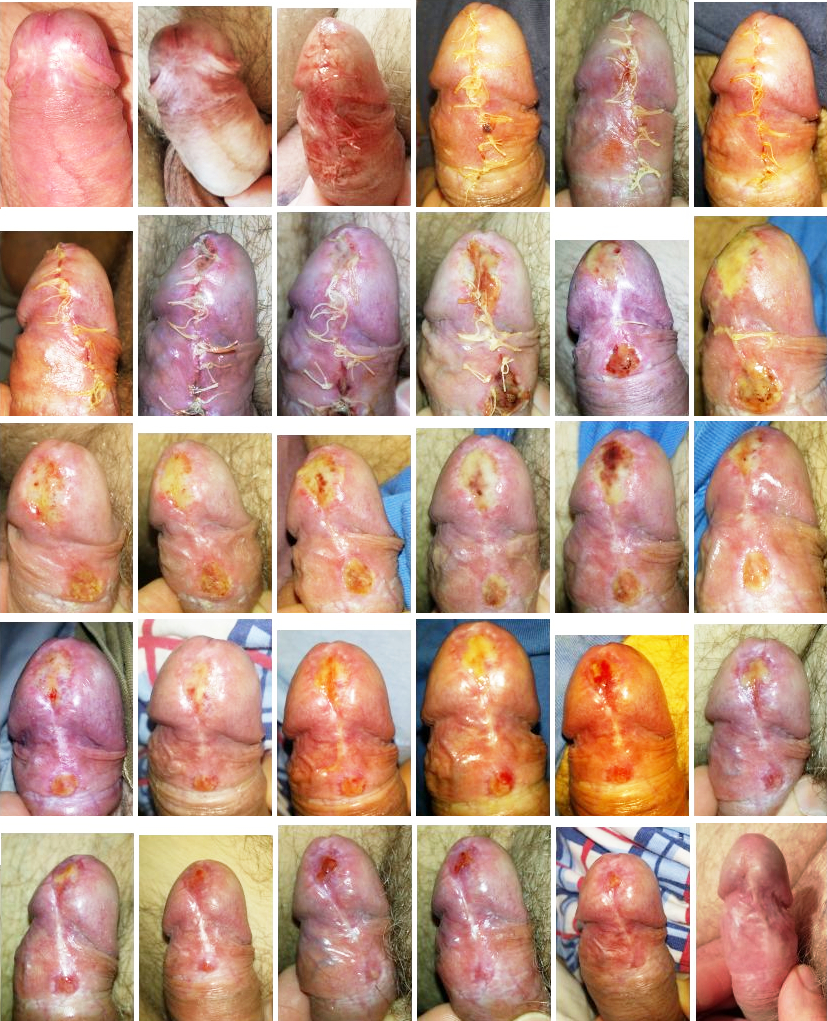
Curación de una frenuloplastia
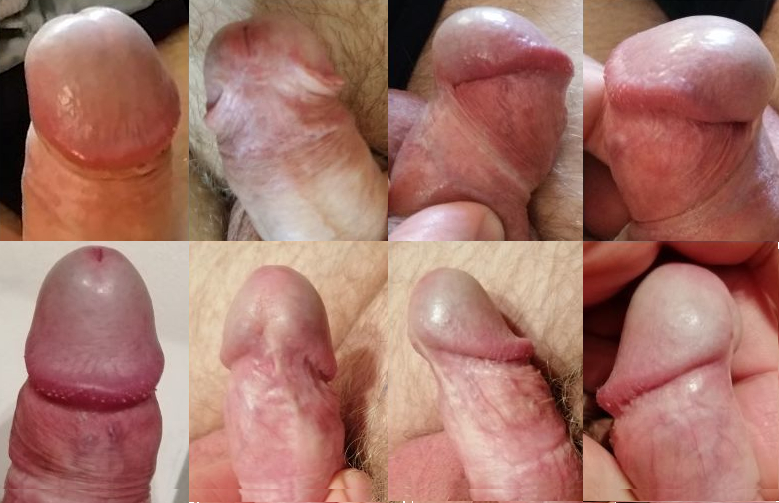
Comparación de un frenillo corto antes (arriba) y después de la frenuloplastia (abajo)
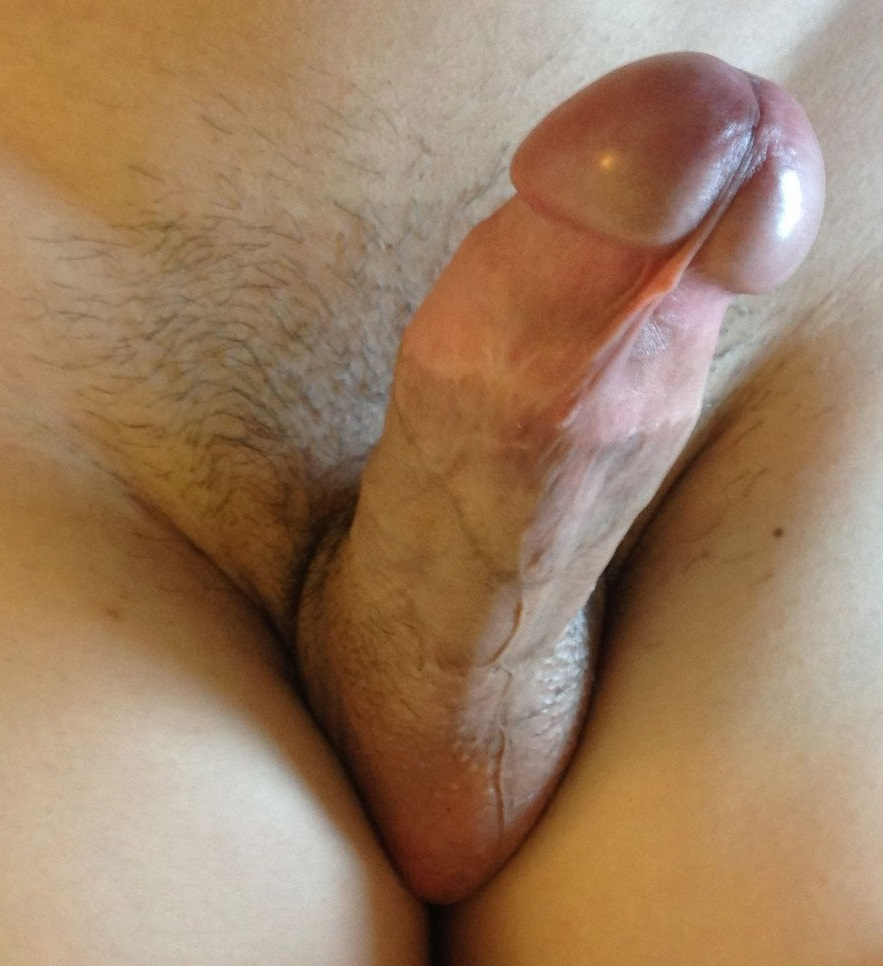
Pene circuncidado con frenillo intacto.
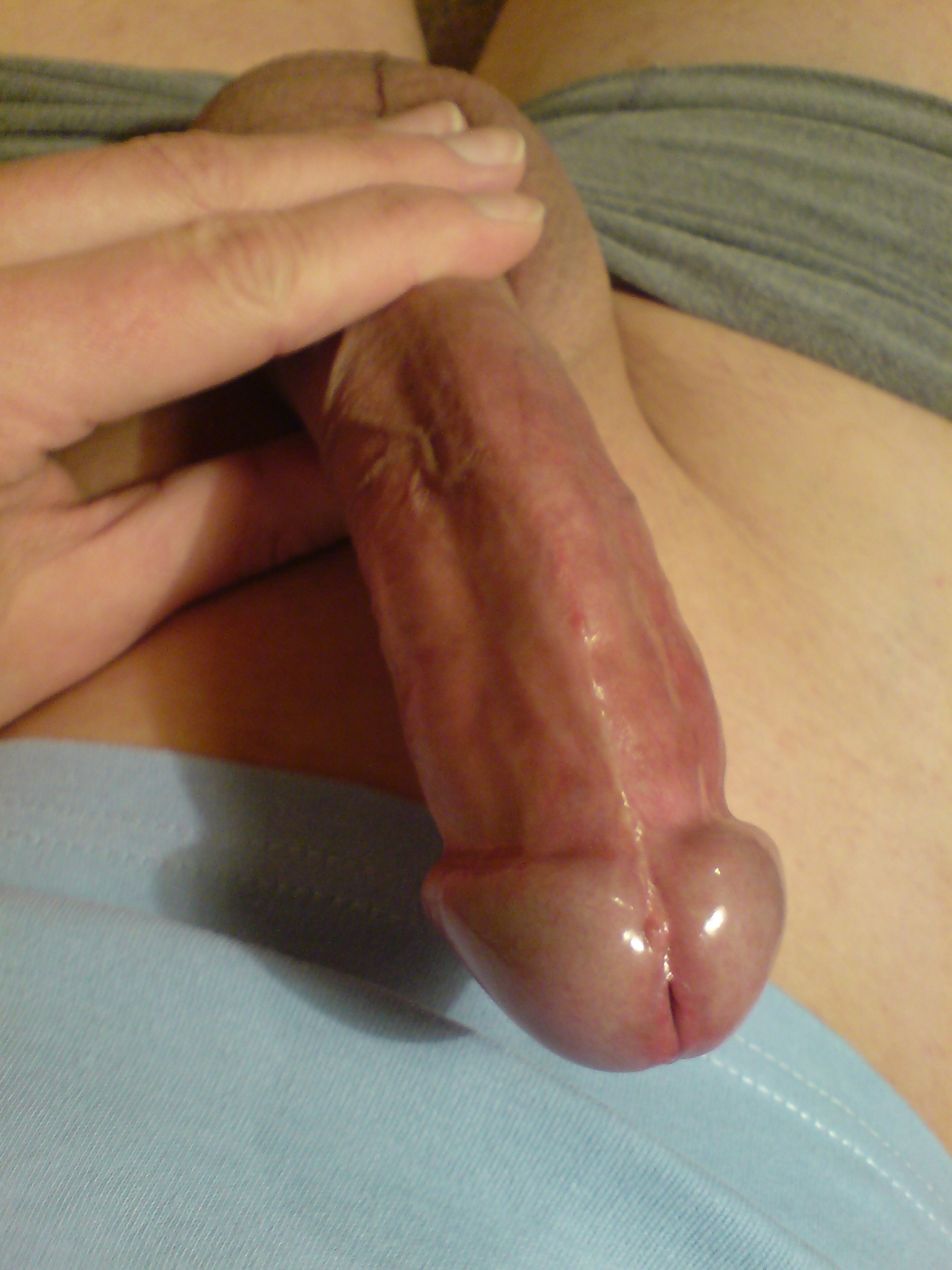
Pene con frenillo eliminado.

- Datos: Q5502817
- Multimedia: Frenuloplasty of prepuce of penis / Q5502817